# Vierrijige ogentroost
Vierrijige ogentroost (Euphrasia tetraquetra) is een plant uit de bremraapfamilie (Orobanchaceae). Het is net als de andere soorten uit het geslacht ogentroost een halfparasiet: de wortels onttrekken water en nutriënten aan de wortels van andere planten, maar kan zelf de producten van fotosynthese aanmaken. 

## Beschrijving
De 5 tot 20 cm hoge plant heeft stevige, rechtopstaande stengels die vanaf de voet meestal vertakt zijn. De bladeren, en ook de schutbladen, zijn vlezig en vaak langer dan de stengelleden. Het blad is getand en bezet met korte klierharen. De schutbladen staan in vier overlangse rijen. De wit met gele bloemen zijn tweeslachtig en hebben een ineengedrongen vierhoekige bloeiwijze. De bloem is minder dan een centimeter groot. De tweelobbige zaden zijn zeer kortlevend.
Vierrijige ogentroost maakt gebruik van grassen en cypergrassen. Het parasitisme lijkt de gastheerplant maar in beperkte mate te benadelen.
De soort komt in België en Nederland vooral voor in het kustgebied en staat als 'zeldzaam' tot 'zeer zeldzaam' te boek. 